# یواس‌ان‌اس تیتان (تی-ای‌جی‌اواس-۱۵)
یواس‌ان‌اس تیتان (تی-ای‌جی‌اواس-۱۵) (به انگلیسی: USNS Titan (T-AGOS-15)) یک کشتی است که طول آن ۲۲۴ فوت (۶۸ متر) می‌باشد. این کشتی در سال ۱۹۸۸ ساخته شد.